# Alberto De Marinis Stendardo di Ricigliano
Alberto De Marinis Stendardo di Ricigliano (Cava de' Tirreni, 9 dicembre 1868 – Cava dei Tirreni, 13 ottobre 1940) è stato un generale e politico italiano.

## Biografia
Era fratello minore del giurista e sociologo Errico de Marinis.
Ex-allievo della Scuola Militare Nunziatella, ufficiale di carriera, combatté con il grado di colonnello nella prima guerra mondiale. Fu addetto militare nella ambasciate italiane di Berna, Bruxelles e L'Aja. Nel febbraio del 1920 fu al comando del Corpo di spedizione italiano in Alta Slesia.
Già inviato straordinario e Ministro plenipotenziario onorario, nel gennaio 1923 divenne generale di brigata. Fu senatore del Regno d'Italia dalla XXVI legislatura nominato nel giugno 1923. Fu nominato Ministro di Stato il 30 giugno 1932.